# 五所神社 (鎌倉市)

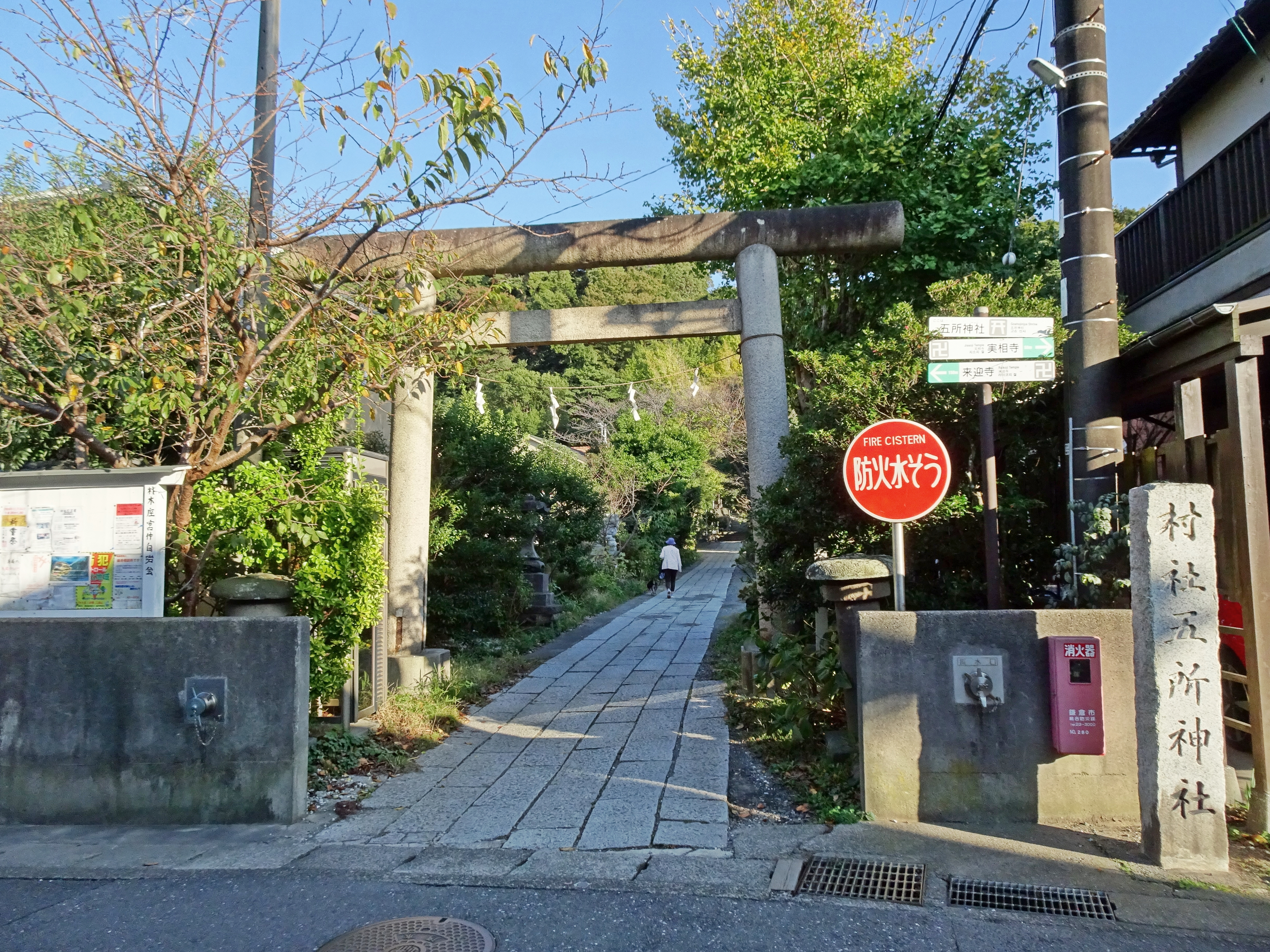
鳥居と参道

五所神社（ごしょじんじゃ）は、神奈川県鎌倉市に所在する神社。

## 歴史
創建年代は不明である。当初は「三島神社」と呼ばれていた。その後、1908年（明治41年）に、「諏訪神社」「八雲神社」「金比羅宮」「見目明神」の4社と合祀した。その際に五か所の神社が合祀されたことから「五所神社」に改称した。
五所神社の本殿は旧諏訪神社の社殿を移築したものだが、1923年（大正12年）の関東大震災による土砂災害で破壊されたため、1931年（昭和6年）に新築された。

## 文化財
- 庚申塔（寛文十二年銘）（鎌倉市指定有形文化財 昭和40年3月30日指定）[3]

## 交通アクセス
- 鎌倉駅より徒歩18分。